# Close To You (Whigfield-dal)
A Close To You című dal a dán Whigfield 5. kimásolt kislemeze a Whigfield című albumról. A 12"-es vinyl megjelenésen szerepel a Close To You című dal DMC Remixe, valamint az előző Think Of You című dal.

## Megjelenések
12"  Franciaország Airplay Records – 577 355-1
- A1	Close To You (Slow Version) 4:06
- A2	Think Of You (DMC Remix) 7:07
- B1	Close To You (Down Town Remix) 4:56
- B2	Ain't It Blue (Original Version) 4:42

## Slágerlista
| Slágerlista (1995)                   | Legjobb helyezés |
| ------------------------------------ | ---------------- |
| Európa (European Hot 100 Singles)    | 67               |
| Németország (Media Control Charts)   | 90               |
| Izland(Íslenski Listinn Topp 40)     | 33               |
| Írország (IRMA)                      | 18               |
| Skócia (Official Charts Company)     | 11               |
| Spanyolország (AFYVE)                | 19               |
| UK Singles (Official Charts Company) | 13               |